# 目白大学
目白大学（めじろだいがく、英語: Mejiro University）は、東京都新宿区中落合四丁目31番1号に本部を置く日本の私立大学。1923年創立、1994年大学設置。

## 概観

### 建学の精神
学園創立者、佐藤重遠の示した『主・師・親』。『主』は社会に対する貢献を、『師』は師とともにひたむきに学ぶ姿勢を、『親』は家族をはじめ自分を支えてくれる人々への感謝の心を表す。
教育研究の理念として、個性的な自己開発と主体的・自律的な自己確立、真理の探究と創造性、ヒューマニズムによる平和と福祉の実現の3点を掲げている。

### 象徴

#### シンボルマーク
上下に伸びる楕円と三角形により構成されたシンプルなシンボルマークは、宇宙、連鎖、調和、さらにバランスのとれた健全な生命などを象徴する『 円 』が限りなく上昇する姿を表したもので、目白学園の特性であるグローバル性、また建学の精神等も表している。1994年 末広峰治デザイン室（現・パワーデザイン）の末広峰治により制作された。

#### スクールカラー
シンボルマークに使用されているスクールカラーは、MGブルーとMGイエローの2色。（※MGとはMejiro Gakuenの頭文字）　MGブルーには、地球・自然・若さ・希望などのイメージが込められ、MGイエローには、光・歓び・自由・創造・発見などの意味が象徴されている。

#### キャラクター
2005年4月、メジロとシンボルマークを併せたキャラクター「メジゾー」を制定した。それまではシンボルマークを直接擬人化したキャラクターがいた。

#### 校歌
作詞：小林俊三、作曲：加藤義登。　目白学園校歌（外部リンク）

## 沿革
- 1923年（大正12年）- 東京府豊多摩郡落合村（現・新宿区）に研心学園を創設。後に城北学園へ改称。
- 1929年（昭和4年）- 財団法人目白学園へ改称。
- 1951年（昭和26年）- 目白学園が財団法人から学校法人に改組。
- 1963年（昭和38年）- 目白学園女子短期大学を東京都新宿区に開設。
- 1994年（平成6年）- 埼玉県岩槻市（現・さいたま市岩槻区）に目白大学を開設、人文学部を設置。
- 1999年（平成11年）- 大学院を開設、国際交流研究科（修士課程）を設置。
- 2000年（平成12年）- 目白学園女子短期大学の校地に新宿キャンパスを開設し人間社会学部を設置、岩槻の校地を岩槻キャンパスとする。目白学園女子短期大学は目白大学短期大学部に改組される。
- 2002年（平成14年）- 経営学部を設置。新宿キャンパスを共学化する
- 2005年（平成17年）- 新宿キャンパスに10号館完成、使用を始める。新宿キャンパスに外国語学部、岩槻キャンパスに保健医療学部を設置。
- 2006年（平成18年）- 10号館に学生のための資格支援センターを設置する。岩槻キャンパスに看護学部を設置。
- 2007年（平成19年）- 人間社会学部を改組し、人間学部と社会学部を設置。短期大学部に製菓学科を設置。
- 2008年（平成20年）- 外国語学部アジア語学科を中国語学科、韓国語学科、日本語学科に改組、大学院の国際交流研究科言語文化交流専攻（修士課程）を言語文化研究科に昇格。 Edy機能付学生証を導入する。
- 2009年（平成21年）- 人間学部に児童教育学科を、大学院に看護学研究科（修士課程）を設置。埼玉県和光市の国立病院機構埼玉病院隣に国立埼玉病院キャンパスを設置。

## 教育の基本的特色
「育てて送り出す」ことを教育理念とする「教育重視型大学」を基本的特色として掲げる。
授業内容、学園生活、学園祭などの諸行事を通じ、学生と教職員の「心と心の共鳴と共感」の響き合いを重視し、総合的人間力の育成を目指す。「総合的人間力の育成」とは、「問題発見能力」「問題把握能力」「問題解決能力」を育むことである。

## 大学生活および学内の特色
- 桐和祭 - 新宿キャンパスの学園祭。学生による模擬店やステージで賑わう。中高や地元商店街とも交流。
- 桐栄祭 - 岩槻キャンパスの学園祭。学生による模擬店など。最終日の打ち上げ花火でフィナーレを飾る。
- チアリーディングの強豪校。大学のチーム名はQUAKES。中高のチーム名はPOLARIS.
- 目白学園遺跡 - 新宿キャンパス内に縄文・弥生・奈良時代の集落跡があり、ミニ博物館を併設。
- 進路 - 近年は大学院、シンクタンク、メーカー、金融、福祉、教育、IT、メディア、エンタテイメント等多彩な分野に卒業生を送り出している。

### 環境への取り組み
- 地球環境と低炭素社会へ貢献するため「目白学園環境宣言」の下、省エネルギー対策、ゴミ・環境対策、リサイクル対策、緑化対策など全学的な取り組みを推進している。

## キャンパス

### 新宿キャンパス
- 所在地 - 東京都新宿区中落合
- 設置学部 - 心理学部、人間学部、社会学部、経営学部、メディア学部、外国語学部、短期大学部
- 設置研究科-国際交流研究科、心理学研究科、経営学研究科、生涯福祉研究科、言語文化研究科、看護学研究科
- 短期大学部はよく「目白大学・目白大学短期大学部」と併記されることがあるが、これは目白学園女子短期大学としての実績と伝統を大切にしているためである。ただし実際の学生生活はサークル活動などでも区別される事はなく、授業でも規定の範囲内で他学部、他学科を履修できる。

### さいたま岩槻キャンパス
- 所在地 - 埼玉県さいたま市岩槻区浮谷
- 設置学部 - 保健医療学部、看護学部

### 国立埼玉病院キャンパス
- 所在地 - 埼玉県和光市諏訪

## 学部・学科
- 心理学部
  - 心理カウンセリング学科
- 人間学部
  - 人間福祉学科
  - 子ども学科
  - 児童教育学科
- 社会学部
  - 社会情報学科
  - 地域社会学科
- メディア学部
  - メディア学科
- 経営学部
  - 経営学科
- 外国語学部
  - 英米語学科
  - 中国語学科
  - 韓国語学科
  - 日本語・日本語教育学科
- 保健医療学部
  - 理学療法学科
  - 作業療法学科
  - 言語聴覚学科
- 看護学部
  - 看護学科

## 大学院
- 国際交流研究科
  - 国際交流専攻（修士課程）
- 心理学研究科
  - 現代社会心理専攻（修士課程）
  - 臨床心理学専攻（修士課程）
  - 心理学専攻（博士後期課程）
- 経営学研究科
  - 経営学専攻
- 生涯福祉研究科 
  - 生涯福祉専攻（修士課程）
- 言語文化研究科
  - 日本語・日本語教育専攻（修士課程）
  - 中国・韓国言語文化専攻（修士課程）
- 看護学研究科
  - 看護学専攻（修士課程）
- リハビリテーション学研究科
  - リハビリテーション学専攻（修士課程）

## 研究所等
- 目白大学高等教育研究所 - 新宿キャンパス。もとは1967年に目白大学短期大学の付属として設置された「目白学園女子教育研究所」。その後、2006年に目白大学付属の「目白大学教育研究所」となり、2020年に現在の名称となる。長らく女子教育の課題を研究してきたが、高等教育・大学教育における問題の研究を行うものとなった。地域住民への公開講座を開催。
- 目白大学地域文化研究所 - 岩槻キャンパス。
- 目白大学経営研究所
- 目白大学心理カウンセリングセンター - 新宿キャンパス。2000年設置。学生だけでなく、一般人向けの有料相談サービスも提供。
- 目白大学心理カウンセリングセンター分室 - 国立埼玉病院キャンパス。一般人向けの有料相談サービスを主に提供。
- 地域連携・研究推進センター - 新宿キャンパス。
- 目白大学耳科学研究所クリニック - 岩槻キャンパス。

## 大学関係者と組織
- 創立者 佐藤重遠
- 理事長 尾﨑春樹（8代目）

## 系列校
- 目白研心中学校・高等学校

## 対外関係

### 国内大学協定
- 放送大学[5]

### 姉妹校
- アッシュランド大学